# Maksymilian Faktorowicz
Maksymilian Faktorowicz (Zduńska Wola, 15 de septiembre de 1872 – Beverly Hills, 30 de agosto de 1938), más conocido como Max Factor, fue un empresario e inventor polaco de origen judío. Fundador de Max Factor & Company, desarrolló la industria cosmética popularizó el término maquillaje.
Faktorowicz nació de padres judíos polacos en Zduńska Wola, cerca de Lodz, en 1872. Trabajó como asistente de dentista y farmacéutico en Polonia y luego también trabajó en el Imperio ruso. En 1904 vino a los Estados Unidos. 